# Belle Vue Estate
Belle Vue Estate es una localidad de Santa Lucía que forma parte del distrito de Gros Islet.